# Frühlingslied
Frühlingslieder verabschieden den Winter, begrüßen den beginnenden Lenz oder erfreuen sich am eingetretenen Frühling.

## Kurze Geschichte
Seit dem 13. Jahrhundert bis ins 21. Jahrhundert werden Frühlingslieder gesungen. Eines der ältesten vergessenen Frühlingslieder ist der Tanzreigen Maienzeit bannet Leid, aus dem 13. Jahrhundert.   Nicht in Vergessenheit geraten ist Der Winter ist vergangen – ursprünglich aus dem Holländischen – aus dem 16. Jahrhundert. Aus dem 18. Jahrhundert stammt eines der bekanntesten Lieder: Komm, lieber Mai, und mache, das von Christian Adolph Overbeck getextet und von Mozart vertont wurde. Die Mehrheit der heute noch populären Frühlingslieder ist im 19. Jahrhundert entstanden. Dazu beigetragen haben vor allem Hoffmann von Fallersleben, z. B. mit Alle Vögel sind schon da, Winter ade, scheiden tut weh und Kuckuck, Kuckuck, ruft’s aus dem Wald  oder Emanuel Geibel mit Der Mai ist gekommen. Weniger bekannt als Lieder sind viele Frühlingsgedichte wie Die linden Lüfte sind erwacht von Ludwig Uhland, vertont von Franz Schubert  und auch von Felix Mendelssohn Bartholdy und vielen anderen, Goethes Wie herrlich leuchtet mir die Natur, vertont von Friedrich Silcher oder Frühling (Juchhei Blümlein, dufte und blühe) von Ernst Moritz Arndt, vertont von Friedrich Silcher. Es gibt aber auch makabre Frühlingslieder, beispielsweise das „Frühlingslied“ (... Geh'mer  Tauben vergiften im Park) von Georg Kreisler.

## Beispiele

### Verabschieden des Winters
- Der Winter ist vergangen
- Winter ade, scheiden tut weh
- So treiben wir den Winter aus
- Komm, lieber Mai, und mache

### Begrüßen des Frühlings
- Nun will der Lenz uns grüßen
- Der Frühling naht mit Brausen
- Es tönen die Lieder
- Trarira, der Frühling, der ist da

### Freude über den Frühling
- Alle Vögel sind schon da
- Der Frühling hat sich eingestellt
- Alles neu macht der Mai
- Der Mai ist gekommen
- Wie schön blüht uns der Maien[13]

### Ein persifliertes  Frühlingsgedicht
- Tauben vergiften im Park